# Robert Friedrich Wilms
Robert Friedrich Wilms (Choszczno, 9 settembre 1824 – Berlino, 23 settembre 1880) è stato un chirurgo tedesco.

## Biografia
Wilms nacque a Arnswalde (oggi Choszczno in Polonia). Studiò medicina a Berlino e nel 1848 diventò assistente presso l'Ospedale Bethanien di Berlino. Nel 1852 fu nominato medico ordinario e dal 1862 in poi, lavorò come Chefarzt (medico curante) presso l'ospedale Bethanien. Wilms cercò di rendere l'Ospedale Bethanien un centro di apprendimento per studenti e giovani assistenti chirurgici. Tra i suoi assistenti più noti a Berlino vi furono Edmund Rose (1836-1914), Ernst Georg Ferdinand Küster, Heinrich Irenaeus Quincke, Max Bartels e Werner Körte. Durante la guerra austro-prussiana e franco, Wilms si distinse nel ruolo di Generalarzt (chirurgo generale).
Wilms è accreditato per aver reintrodotto la chirurgia tracheale per problemi causati da difterite e l'uretrotomia (chirurgia dell'uretra). Mentre fu uno studente, partecipò a una spedizione diretta da Johannes Peter Müller (1801-1858) a Helgoland, dove ricercò chaetognatha, che erano il tema della sua tesi, "Observationes de Sagitta mare germanicum circa Helgoland".